# NN Весов
NN Весов (лат. NN Librae) — одиночная переменная звезда в созвездии Весов на расстоянии (вычисленном из значения параллакса) приблизительно 17330 световых лет (около 5313 парсеков) от Солнца. Видимая звёздная величина звезды — от +14,5m до +13,1m.

## Характеристики
NN Весов — пульсирующая переменная звезда типа RR Лиры (RRAB).